# 바르보라 크레이치코바
바르보라 크레이치코바( Barbora Krejčíková, 1995년 12월 18일 ~ )는 체코의 프로 테니스 선수이다. 그녀는 2022년 2월 28일에 달성한 세계 2위의 싱글 랭킹을 보유하고 있으며 2018년 10월 22일에는 복식에서 세계 1위가 되었다.
크레이치코바는 여자 복식의 커리어 슈퍼 슬램을 포함하여 1개의 그랜드 슬램 단식 타이틀과 10개의 메이저 복식 타이틀을 획득했다. 그녀는 동포인 카테리나 시니아코바(Kateřina Siniaková)와 파트너 관계를 맺은 여자 복식 메이저 7개 대회에서 모두 우승했다. 그녀는 2019년과 2021년에 라지브 램(Rajeev Ram)으로, 2020년에 니콜라 멕티치(Nikola Mektić)로 호주 오픈에서 세 번의 혼합 복식 타이틀을 모두 획득했다. 그녀의 단식 메이저 우승은 2021 프렌치 오픈에서 이루어졌다. 비너스 윌리엄스와 함께 세 종목 모두에서 메이저 타이틀을 획득한 두 명의 활동적인 여성 선수 중 한 명이다.
크레이치코바는 WTA 1000 레벨 단식 1회, 복식 2회를 포함하여 WTA 투어에서 단식 6회, 복식 16회 우승을 차지했다. 그녀의 주요 타이틀과 함께 크레이치코바는 2021 WTA 결승전과 2020 도쿄 올림픽 여자 복식에서 금메달을 획득했으며 둘 다 시니아코바와 파트너 관계를 맺었으며 2018 페드 컵에서 우승한 체코 팀의 일원이었다. 이 페어링은 또한 두 번의 WTA 파이널과 2021 호주 오픈에서 준우승을 마쳤다.